# Blas Emilio Atehortúa
Blas Emilio Atehortúa "Amaya" (født 22. oktober 1943 i Medellín, Colombia - død 5. januar 2020) var en colombiansk komponist, dirigent, rektor, pianist og lærer.
Atehortúa studerede komposition og teori på Musikkonservatoriet i Bogota (1959) hos bl.a. Fabio Gonzalez-Zuleta og José Rozo Contreras. Han studerede senere komposition hos bla Alberto Ginastera, Iannis Xenakis, Luigi Dallapiccola og Olivier Messiaen. Atehortúa har skrevet 2 symfonier, orkesterværker, kammermusik, koncertmusik, korværker, vokalmusik, scenemusik, filmmusik, religiøsmusik, elektroniskmusik, solostykker for mange instrumenter etc.
Han har ligeledes dirigeret det Colombianske Symfoniorkester, og Bogotas Filharmoniske Orkester. Atehortúa er i sine værker inspireret af Bela Bartok, og sin lærer Alberto Ginastera. Han var Rektor og lærer i komposition på det Nationale Universitet i Bogota.

## Udvalgte værker
- Symfoni nr. 1 "Elegi for Alberto Ginastera" (1983) - for orkester
- Symfoni nr. 2 (1989) - for klaver og orkester
- Cellokoncert (1990) - for cello og orkester
- "Symfoniske studier" (1968) - for orkester